# Burglinde Pollak

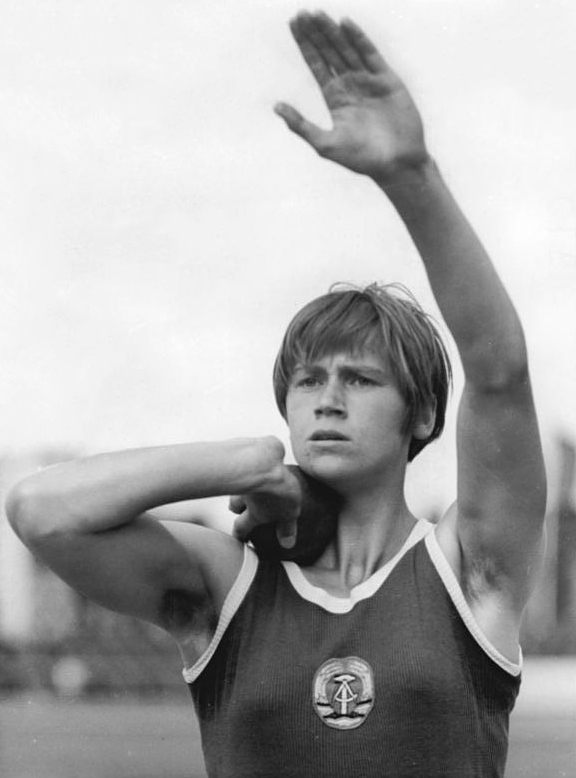
Burglinde Pollak, 1970

Burglinde Pollak, verheiratete Grimm, (* 10. Juni 1951 in Alt-Plötzin) ist eine ehemalige deutsche Leichtathletin, die – für die DDR startend – vom Ende der 1960er Jahre bis 1980 zu den weltbesten Fünfkämpferinnen gehörte. Sie gewann zweimal Bronze bei Olympischen Spielen.

## Leben
Sie gewann 1968 bei den Europäischen Juniorenspielen, Vorläufer der späteren Junioreneuropameisterschaften, die Goldmedaille. Bei den Europameisterschaften im Jahr darauf erreichte sie Platz acht. Bei den Europameisterschaften 1971 gewann sie die Silbermedaille. Bei ihrer ersten Olympiateilnahme kam sie 1972 in München auf Rang drei.

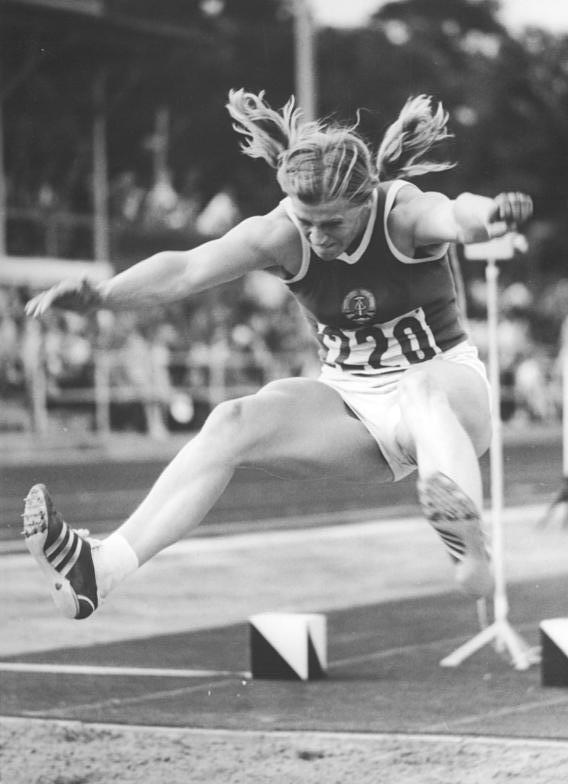
Beim Europapokal 1975

1974 wurde Pollak erneut Vizeeuropameisterin und bei den Olympischen Spielen 1976 in Montreal gewann sie wieder die Bronzemedaille. 1978 wurde sie zum dritten Mal in Folge Zweite bei den Europameisterschaften. In Moskau kam sie bei den Olympischen Spielen 1980 auf Platz sechs. 1981 versuchte sie, im neu eingeführten Siebenkampf Fuß zu fassen, hatte jedoch Schwierigkeiten mit der neuen Disziplin Speerwurf.
Pollak gewann zwar keinen großen Titel, verbesserte aber dreimal den Weltrekord. Sie stellte bei den DDR-Meisterschaften im Mehrkampf 1970 ihren ersten Weltrekord auf (5406 Punkte) und nach Einführung einer neuen Punktetabelle 1973 zwei weitere (4831 Punkte, 4932 Punkte).
Burglinde Pollak startete für den ASK Potsdam und hatte bei einer Größe von 1,80 m ein Wettkampfgewicht von 78 kg. In den nach der Wende öffentlich gewordenen Unterlagen zum Doping in der DDR fand sich bei den gedopten Sportlerinnen auch der Name von Pollak.
Nach ihrer aktiven Laufbahn wurde sie Physiotherapeutin und eröffnete eine eigene Praxis.

## Erfolge im Einzelnen
- 1969, Europameisterschaften: Platz 8 (4598 Punkte: 14,6 s – 12,80 m – 1,65 m – 5,55 m – 26,0 s)
- 1971, Europameisterschaften: Platz 2 (5275 Punkte: 13,34 s – 16,11 m – 1,64 m – 5,55 m – 26,0 s)
- 1972, Olympische Spiele: Platz 3 (4768 Punkte: 13,53 s – 16,04 m – 1,76 m – 6,21 m – 23,93 s)
- 1974, Europameisterschaften: Platz 2 (4676 Punkte: 13,36 s – 15,80 m – 1,71 m – 6,19 m – 24,46 s)
- 1976, Olympische Spiele: Platz 3 (4740 Punkte: 13,30 s – 16,25 m – 1,64 m – 6,30 m – 23,64 s)
- 1978, Europameisterschaften: Platz 2 (4600 Punkte: 13,48 s – 16,64 – 1,65 m – 6,17 m – 2:15,00 min)
- 1980, Olympische Spiele: Platz 6 (4553 Punkte: 13,74 s – 16,67 m – 1,68 m – 5,93 m – 2:14,40 min)